# Fekti Gergely
Fekti Gergely Márton (1995. július 6. –) magyar profi gördeszkás. Az amerikai Soul Id európai nagykövete és képviselője. Több mint 30 díjat vehetett át karrierje során.

## Az első projekt
2015-ben ismerte meg legközelibb barátját, fotósát és sporttársát, Gazdag Martint. Együtt hozták létre az azóta híressé vált projektet, a Project:Skate-et. A projekt lényege, hogy a gördeszkázást olyan területekre helyezzék, ami sportnyelven szólva gördeszkázhatatlan. Elhagyatott, lerombolt és letűnt korok elemeit használva próbálják a hétköznapi embernek bemutatni az extremitást. A helyszínek sokszínűek, köztük van Marokkó, Csernobil, a Mont Blanc, Tibet.

## Az újonc
A Soul Id már 2014-ben felfigyelt a törekvő gördeszkásra, akit abban az évben a Riders amerikai extrémsporttal foglalkozó cég az egyik legextrémebb gördeszkásnak nevezett. Rá egy évvel, 2015-ben kezdett tárgyalásokat a sportolóval, 2016 elején pedig fotósával együtt az európai nagyköveteinek választott meg. A Soul Id-n belül összesen 24 díjat vehetett át, főleg amerikai részről.

### Profi gördeszkásként
2016-ban a The Base Streetwear szponzorálta a fiatal gördeszkást. Az olasz Dolly Noire pedig főleg ruhákkal látja el. E két céggel viszi 2016 őszén véghez a Mont Blanc-tervet. A cél, hogy a 4810 méter magas hegy kétnapos mászása után odafent gördeszkázzon.